# Tadeusz Koszarowski
Tadeusz Tomasz Koszarowski (ur. 16 września 1915 w Bicas, zm. 17 sierpnia 2002) – polski lekarz, chirurg i onkolog, profesor nauk medycznych. Określany twórcą polskiej chirurgii onkologicznej i autorem terminu onkologia w polskiej medycynie, poseł na Sejm PRL VIII kadencji. Budowniczy Polski Ludowej.

## Życiorys
Syn Walerego. Urodził się w Brazylii w rodzinie polskich emigrantów, która powróciła w 1920 do Polski. W 1928 został absolwentem Gimnazjum Księży Marianów w Warszawie, a w 1933 Państwowego Gimnazjum im. Tadeusza Reytana, w którym należał do 1 Warszawskiej Drużyny Harcerskiej im. Romualda Traugutta „Czarna Jedynka”. W 1939 ukończył studia na Wydziale Lekarskim Uniwersytecie Józefa Piłsudskiego w Warszawie. W czasach studenckich uprawiał koszykówkę, w barwach YMCA Warszawa, w latach 1935–1937 wystąpił w ośmiu spotkaniach reprezentacji Polski, w 1935 i 1937 zdobył z polską reprezentacją srebrny medal akademickich mistrzostw świata.
W trakcie kampanii wrześniowej w 1939 znalazł się w szeregach SGO Polesie Franciszka Kleeberga. Po powrocie do stolicy został zatrudniony w Szpitalu Wolskim, pracował jako asystent oddziału chirurgicznego, gdzie poznał Leona Manteuffla. Zaangażował się w działalność konspiracyjną, prowadził zajęcia na tajnych studiach lekarskich, brał udział w działaniach konspiracyjnych. Należał do Związku Walki Zbrojnej i Armii Krajowej. W 1943 został zatrzymany, był więziony na Pawiaku. W 1944 w czasie wybuchu powstania warszawskiego przebywał na Pradze, kierował szpitalem polowym. Powołany na prezydenta m.st. Warszawy Marian Spychalski powierzył mu funkcję dyrektora wydziału szpitalnictwa. Tadeusz Koszarowski nadzorował odbudowę stołecznych szpitali, wrócił także do pracy w Szpitalu Wolskim. Zaczął się specjalizować w chirurgii onkologicznej, przeprowadzał operacje nowotworów odbytnicy i odbytu oraz nowotworów ginekologicznych, wprowadzał w tamtym okresie nowatorskie metody leczenia i operowania.
W 1948 uzyskał stopień naukowy doktora. Od 1954 pracował na stanowisku docenta. W 1961 otrzymał tytuł profesorski w zakresie nauk medycznych. Od 1952 był zastępcą dyrektora Instytutu Onkologii, zaś w latach 1972–1985 pełnił funkcję dyrektora tej placówki. Od 1953 do 1973 był konsultantem krajowym ds. onkologii, zaś w latach 1962–1970 pełnił funkcję prezesa Polskiego Towarzystwa Lekarskiego, współtworząc w tym okresie zbiór Zasad etyczno-deontologicznych PTL. Prowadził badania poświęcone epidemiologii nowotworów, organizował Centralny Rejestr Nowotworów oraz Zakład Organizacji Walki z Rakiem. W latach 1975–1985 był dyrektorem Narodowego Programu Walki z Rakiem. Działał na rzecz powstawania pracowni epidemiologicznych, w wyniku jego starań w 1984 otwarto Centrum Onkologii w Warszawie. Członek rady naukowej przy ministrze zdrowia i opieki społecznej (1962–1979) oraz przewodniczący Społecznej Rady Zdrowia w tym samym resorcie (1982–1986).
W latach 1980–1985 sprawował mandat bezpartyjnego posła na Sejm PRL VIII kadencji. W 1986 zasiadł w Radzie Konsultacyjnej przy przewodniczącym Rady Państwa. Od 1985 był członkiem zespołu doradców sejmowych, a od 1986 Komisji Edukacji Narodowej przy premierze. Był także prezesem rady krajowej YMCA w Polsce po reaktywowaniu w 1990 tej organizacji. Od 1984 należał do New York Academy of Sciences.
Został pochowany na cmentarzu Powązkowskim w Warszawie (kwatera 88/3/26).

## Odznaczenia i wyróżnienia

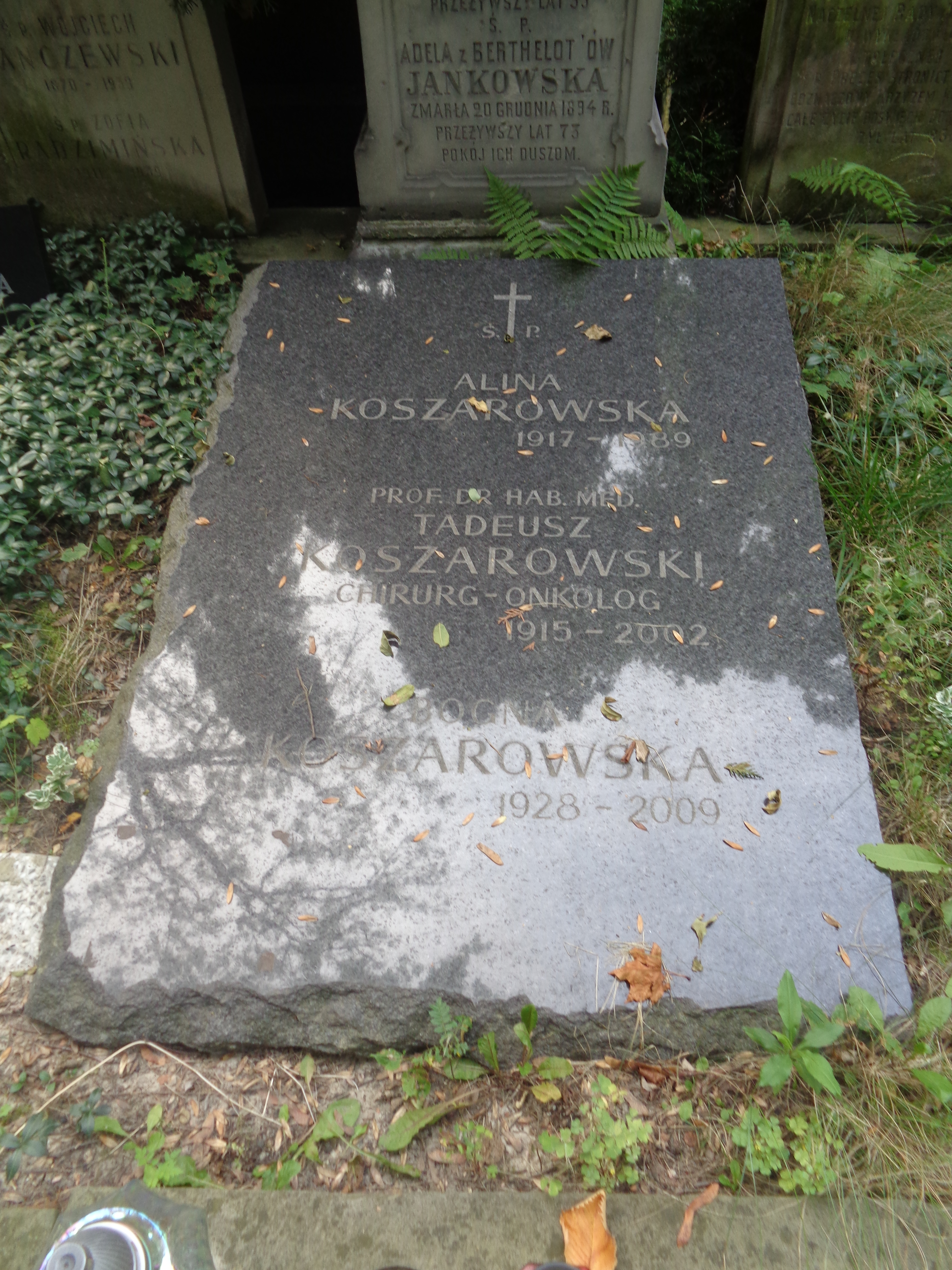
Grób Tadeusza Koszarowskiego na cmentarzu Powązkowskim w Warszawie

Postanowieniem prezydenta Aleksandra Kwaśniewskiego z 2001, za wybitne zasługi dla medycyny polskiej, za osiągnięcia w pracy naukowej i dydaktycznej, został odznaczony Krzyżem Wielkim Orderu Odrodzenia Polski.
Ponadto otrzymał takie odznaczenia i wyróżnienia jak:
- Order Budowniczych Polski Ludowej[10] (1984)[11],
- Order Sztandaru Pracy I klasy[10],
- Order Sztandaru Pracy II klasy[10],
- Krzyż Oficerski Orderu Odrodzenia Polski[10][12],
- Krzyż Kawalerski Orderu Odrodzenia Polski[10] (1954)[13],
- Złoty Krzyż Zasługi (1952)[10][14],
- Srebrny Krzyż Zasługi (1946)[15][10],
- Medal 10-lecia Polski Ludowej (1955)[16][12],
- Odznaka tytułu honorowego „Zasłużony Lekarz Polskiej Rzeczypospolitej Ludowej”[10],
- Złota odznaka honorowa „Za Zasługi dla Warszawy” (1965)[17],
- Honorowa Odznaka Miasta Łodzi (1983)[18],
- Odznaka honorowa „Za wzorową pracę w służbie zdrowia” (1953)[19],
- Medal Kalos Kagathos (1989)[20]